# FC Universitatea Craiova
Der FC Universitatea Craiova ist ein rumänischer Fußballverein in Craiova.

## Geschichte
Der Verein wurde 1948 als Sportverein unter dem Namen CSU Craiova gegründet. 1950 erfolgte eine Umbenennung in Știința Craiova. Weitere Namensänderungen erfolgten in den Jahren 1966 (CS Universitatea Craiova in Anlehnung an die Universität Craiova) sowie 1992 nach der Abspaltung der Fußballabteilung zum heutigen Namen FC Universitatea Craiova. Der südrumänische Traditionsverein war viermaliger rumänischer Meister und sechsfacher rumänischer Pokalsieger. Er war bis zur Saison 2007/08 der letzte nicht aus Bukarest stammende Klub, der die rumänische Meisterschaft gewinnen konnte (Saison 1990/91).
Nach seinem Abstieg aus der höchsten rumänischen Spielklasse (Divizia A) in der Saison 2004/05 wurde im Juli 2005 Adrian Mititelu neuer Mäzen des Vereins, der eine Saison in der Divizia B spielte und den direkten Wiederaufstieg schaffte.
Am 21. April 2007 wurde Florin Cioroianu neuer Trainer des Teams, dem in den letzten sieben Spielen der Saison 2006/07 sechs Siege und ein Unentschieden gelangen. Nach der Heimpleite gegen Unirea Urziceni am fünften Spieltag der Folgesaison 2007/08 trat Trainer Cioroianu am 25. August 2007 zurück. Der bisherige Co-Trainer Daniel Mogoșanu übernahm das Training der Mannschaft interimsweise. Am 29. August 2007 wurde Ovidiu Stîngă als neuer Trainer vorgestellt, der seinen Vertrag am 18. September 2007 nach nur zwei Ligaspielen, den Niederlagen gegen Rapid Bukarest und UTA Arad, jedoch wieder auflöste. Daniel Mogoșanu sprang ein zweites Mal als Chefcoach ein, bis am 9. Oktober 2007 der Italiener Nicolò Napoli seine zweite Amtszeit in Craiova nach 2004 antrat. Am 16. Mai 2009 wurde Napoli entlassen und durch seinen bisherigen Co-Trainer Ionel Gane ersetzt.
Auch in der neuen Saison 2009/10 drehte sich das Trainerkarussell weiter. Bereits nach sieben Spieltagen wurde der Vertrag mit Daniel Mogoșanu aufgelöst und ein neuer mit Eugen Neagoe geschlossen. Im Januar 2010 übernahm der Niederländer Mark Wotte Trainer der Mannschaft, wurde jedoch nach der Heimniederlage am 1. Mai 2010 gegen Internațional Curtea de Argeș suspendiert. Bei dem folgenden Ligaspiel gegen Ceahlăul Piatra Neamț saß Mittelfeldspieler Eugen Trică auf der Trainerbank, am 10. Mai 2010, bei der Heimniederlage gegen CFR Cluj, war es George Biță und für die letzten zwei Saisonspiele Laurențiu Reghecampf, der dafür am 14. Mai 2010 sein Amt als Sportdirektor beim FC Snagov aufgegeben hatte. Ab dem 25. Juni 2010 trainierte Aurel Țicleanu das Team. Nach nur fünf Spielen wurde er jedoch entlassen und am 26. August 2010 durch Eugen Neagoe ersetzt. Zugleich übernahm Victor Pițurcă das Amt des Generalmanagers im Verein. Am 11. Januar 2011 wurden die Verträge mit Pițurcă, Neagoe und anderen Betreuern aufgelöst. Aurel Țicleanu und Nicolò Napoli wurden als Präsident und Trainer zurückgeholt. Nachdem Universitatea in der Tabelle immer weiter abgerutscht war, wurde Trainer Napoli am 4. April 2011 von Laurențiu Reghecampf abgelöst. Dieser wurde von Mititelu am 1. Mai 2011 seines Amtes wieder enthoben und durch Aurel Țicleanu, den Präsidenten des Vereins, ersetzt. Nach nur einem Meisterschaftsspiel zog sich Țicleanu am 7. Mai 2011 komplett aus dem Verein zurück, das Präsidentenamt übernahm am 11. Mai 2011 Marian Iancu und neuer Trainer wurde George Biță. Dieser konnte den sportlichen Abstieg am Ende der Saison nicht mehr verhindern, woraufhin am 4. Juli 2011 der bisherige Mannschaftskapitän Dorel Stoica zum neuen Cheftrainer ernannt wurde.
Am 20. Juli 2011 wurde FC Universitatea Craiova aufgrund zahlreicher Verstöße gegen die Verbandsstatuten aus dem rumänischen Fußballverband vorläufig ausgeschlossen. 2014 wurde der Verein aufgrund von Insolvenz nach einer Gerichtsentscheidung aufgelöst.

### Neugründung
Adrian Mititelu gründete den Verein 2017 als FC Universitatea 1948 neu und schrieb ihn in die vierte Liga ein. In der Saison 2021/22 kehrte der Verein in die 1. Liga zurück. Im gleichen Maße wie der CS Universitatea Craiova beansprucht der FC U alle Trophäen, die die ursprüngliche Universitatea zwischen 1948 und 1991 gewonnen hat.

## Stadion
Der Verein bestreitet seine Heimspiele im Ion-Oblemenco-Stadion. Nach einem Streit mit dem Bürgermeister von Craiova verlegte Adrian Mititelu, der Mäzen des Vereins, die Heimspiele zwischen dem 31. Januar 2010 und dem 3. August 2010 nach Drobeta Turnu Severin. Der Versuch, diese Entscheidung rückgängig zu machen, scheiterte im Juli 2010 und führte zu dem Rücktritt des Präsidenten Ion Geolgău. Erst zum vierten Spieltag der Saison 2010/11 kehrte der Verein nach Craiova zurück.

## Nationale Erfolge
- 4 Mal rumänischer Meister: 1974, 1980, 1981, 1991
- 5 Mal rumänischer Vizemeister: 1973, 1982, 1983, 1994, 1995
- 7 Mal Drittplatzierter der rumänischen Meisterschaft: 1967, 1975, 1977, 1984, 1986, 1990, 1993
- 11 Pokalendspielteilnahmen: 1975, 1977, 1978, 1981, 1983, 1985, 1991, 1993, 1994, 1998, 2000
- 6 Pokalsiege:
  - 1977 • 2 - 1 gegen Steaua Bukarest
  - 1978 • 3 - 1 gegen Olimpia Satu Mare
  - 1981 • 6 - 0 gegen Politehnica Timișoara
  - 1983 • 3 - 1 gegen Politehnica Timișoara
  - 1991 • 2 - 1 gegen FC Bacău
  - 1993 • 2 - 0 gegen Dacia Unirea Brăila

## Internationale Erfolge
- UEFA-Cup-Halbfinalist 1983

## Europapokalbilanz
| Saison  | Wettbewerb                    | Runde         | Gegner                   | Gesamt          | Hin     | Rück          |
| ------- | ----------------------------- | ------------- | ------------------------ | --------------- | ------- | ------------- |
| 1970/71 | Messestädte-Pokal             | 1. Runde      | Pécsi Dózsa SC           | 2:4             | 2:1 (H) | 0:3 (A)       |
| 1973/74 | UEFA-Pokal                    | 1. Runde      | AC Florenz               | 1:0             | 0:0 (A) | 1:0 (H)       |
| 1973/74 | UEFA-Pokal                    | 2. Runde      | Standard Lüttich         | 1:3             | 0:2 (A) | 1:1 (H)       |
| 1974/75 | Europapokal der Landesmeister | 1. Runde      | Åtvidabergs FF           | 3:4             | 2:1 (H) | 1:3 (A)       |
| 1975/76 | UEFA-Pokal                    | 1. Runde      | Roter Stern Belgrad      | 2:4             | 1:3 (H) | 1:1 (A)       |
| 1977/78 | Europapokal der Pokalsieger   | 1. Runde      | Olympiakos Nikosia       | 8:1             | 6:1 (A) | 2:0 (H)       |
| 1977/78 | Europapokal der Pokalsieger   | 2. Runde      | Dynamo Moskau            | 2:2 (0:3 i. E.) | 0:2 (A) | 2:0 n. V. (H) |
| 1978/79 | Europapokal der Pokalsieger   | 1. Runde      | Fortuna Düsseldorf       | 4:5             | 3:4 (H) | 1:1 (A)       |
| 1979/80 | UEFA-Pokal                    | 1. Runde      | Wiener Sport-Club        | 3:1             | 0:0 (A) | 3:1 (H)       |
| 1979/80 | UEFA-Pokal                    | 2. Runde      | Leeds United             | 4:0             | 2:0 (H) | 2:0 (A)       |
| 1979/80 | UEFA-Pokal                    | 3. Runde      | Borussia Mönchengladbach | 1:2             | 0:2 (A) | 1:0 (H)       |
| 1980/81 | Europapokal der Landesmeister | 1. Runde      | Inter Mailand            | 1:3             | 0:2 (A) | 1:1 (H)       |
| 1981/82 | Europapokal der Landesmeister | 1. Runde      | Olympiakos Piräus        | 3:2             | 3:0 (H) | 0:2 (A)       |
| 1981/82 | Europapokal der Landesmeister | 2. Runde      | Kjøbenhavns Boldklub     | 4:2             | 0:1 (A) | 4:1 (H)       |
| 1981/82 | Europapokal der Landesmeister | Viertelfinale | FC Bayern München        | 1:3             | 0:2 (H) | 1:1 (A)       |
| 1982/83 | UEFA-Pokal                    | 1. Runde      | AC Florenz               | 3:2             | 3:1 (H) | 0:1 (A)       |
| 1982/83 | UEFA-Pokal                    | 2. Runde      | Shamrock Rovers          | 5:0             | 2:0 (A) | 3:0 (H)       |
| 1982/83 | UEFA-Pokal                    | 3. Runde      | Girondins Bordeaux       | 2:1             | 0:1 (A) | 2:0 n. V. (H) |
| 1982/83 | UEFA-Pokal                    | Viertelfinale | 1. FC Kaiserslautern     | (a)3:3(a)       | 2:3 (A) | 1:0 (H)       |
| 1982/83 | UEFA-Pokal                    | Halbfinale    | Benfica Lissabon         | (a)1:1(a)       | 0:0 (A) | 1:1 (H)       |
| 1983/84 | UEFA-Pokal                    | 1. Runde      | Hajduk Split             | 1:1 (4:5 i. E.) | 1:0 (H) | 0:1 n. V. (A) |
| 1984/85 | UEFA-Pokal                    | 1. Runde      | Betis Sevilla            | 1:1 (5:3 i. E.) | 0:1 (A) | 1:0 n. V. (H) |
| 1984/85 | UEFA-Pokal                    | 2. Runde      | Olympiakos Piräus        | 2:0             | 1:0 (H) | 1:0 (A)       |
| 1984/85 | UEFA-Pokal                    | 3. Runde      | FK Željezničar Sarajevo  | 2:4             | 2:0 (H) | 0:4 (A)       |
| 1985/86 | Europapokal der Pokalsieger   | 1. Runde      | AS Monaco                | 3:2             | 0:2 (A) | 3:0 (H)       |
| 1985/86 | Europapokal der Pokalsieger   | 2. Runde      | Dynamo Kiew              | 2:5             | 2:2 (H) | 0:3 (A)       |
| 1986/87 | UEFA-Pokal                    | 1. Runde      | Galatasaray Istanbul     | 3:2             | 1:2 (A) | 2:0 (H)       |
| 1986/87 | UEFA-Pokal                    | 2. Runde      | Dundee United            | 1:3             | 0:3 (A) | 1:0 (H)       |
| 1987/88 | UEFA-Pokal                    | 1. Runde      | GD Chaves                | (a)4:4(a)       | 3:2 (H) | 1:2 (A)       |
| 1990/91 | UEFA-Pokal                    | 1. Runde      | FK Partizani Tirana      | 2:0             | 1:0 (A) | 1:0 (H)       |
| 1990/91 | UEFA-Pokal                    | 2. Runde      | Borussia Dortmund        | 0:4             | 0:3 (H) | 0:1 (A)       |
| 1991/92 | Europapokal der Landesmeister | 1. Runde      | Apollon Limassol         | 2:3             | 2:0 (H) | 0:3 (A)       |
| 1992/93 | UEFA-Pokal                    | 1. Runde      | SK Sigma MŽ Olomouc      | 1:3             | 0:1 (A) | 1:2 (H)       |
| 1993/94 | Europapokal der Pokalsieger   | 1. Runde      | HB Tórshavn              | 7:0             | 4:0 (H) | 3:0 (A)       |
| 1993/94 | Europapokal der Pokalsieger   | 2. Runde      | Paris Saint-Germain      | 0:6             | 0:4 (A) | 0:2 (H)       |
| 1994/95 | UEFA-Pokal                    | Vorrunde      | Dinamo Tiflis            | 1:4             | 0:2 (A) | 1:2 (H)       |
| 1995/96 | UEFA-Pokal                    | Vorrunde      | FK Dinamo Minsk          | 0:0 (1:3 i. E.) | 0:0 (H) | 0:0 n. V.     |
| 1996    | UEFA Intertoto Cup            | Gruppenphase  | FK Daugava Riga          | 3:0             | 3:0 (H) |               |
| 1996    | UEFA Intertoto Cup            | Gruppenphase  | Karlsruher SC            | 0:1             | 0:1 (A) |               |
| 1996    | UEFA Intertoto Cup            | Gruppenphase  | FC Spartak Trnava        | 2:1             | 2:1 (H) |               |
| 1996    | UEFA Intertoto Cup            | Gruppenphase  | FK Čukarički Stankom     | 2:1             | 2:1 (A) |               |
| 2000/01 | UEFA-Pokal                    | Qualifikation | FK Pobeda Prilep         | 1:2             | 1:1 (H) | 0:1 (A)       |
| 2001    | UEFA Intertoto Cup            | 1. Runde      | KS Bylis Ballsh          | 4:3             | 3:3 (H) | 1:0 (A)       |
| 2001    | UEFA Intertoto Cup            | 2. Runde      | 1. FC Slovácko           | 4:5             | 2:3 (A) | 2:2 (H)       |

Gesamtbilanz: 84 Spiele, 35 Siege, 15 Unentschieden, 34 Niederlagen, 102:98 Tore (Tordifferenz +4)

## Bekannte ehemalige Spieler
| - Pavel Badea - Ilie Balaci - Iulian Bălan - Aurel Beldeanu - Mircea Bornescu - Ovidiu Burcă - Rodion Cămătaru - Sorin Cârțu - Cristian Chivu - Gheorghe Craioveanu - Zoltan Crișan - Petre Deselnicu - Ion Dumitru - Ionel Gane | - Ioan Viorel Ganea - Ion Geolgău - Victoraș Iacob - Andrei Ionescu - Silviu Lung - Dumitru Marcu - Eugen Neagoe - Nicolae Negrilă - Claudiu Niculescu - Ion Oblemenco - Corneliu Papură - Victor Pițurcă - Adrian Popescu - Gheorghe Popescu | - Florin Prunea - Emil Săndoi - Costică Ștefănescu - Ovidiu Stîngă - Flavius Stoican - Ștefan Stoica - Aurel Țicleanu - Nicolae Tilihoi - Nicolae Ungureanu |

## Ehemalige Trainer (seit 1964)
Die folgende Auflistung umfasst alle Trainer von Universitatea Craiova seit dem erstmaligen Aufstieg in die Divizia A im Sommer 1964:
| Name des Trainers    | Zeitraum  | Bemerkung |
| -------------------- | --------- | --- |
| Nicolae Oțeleanu     | 1964–1965 | • Juli 1964 bis Dezember 1965 |
| Dumitru Teodorescu   | 1966      | • Januar 1966 bis Juli 1966 |
| Robert Cosmoc        | 1966–1968 | • 3. Platz 1966/67 |
| Ștefan Coidum        | 1968–1971 | • 4. Platz 1969/70 |
| Constantin Cernăianu | 1971–1976 | • Vizemeister 1972/73 • 2. Runde UEFA-Pokal 1973/74 • Meister 1973/74 • 3. Platz 1974/75 • Pokalfinalist 1974/75 • Pokal-Halbfinalist 1975/76                                                          |
| Constantin Teașcă    | 1976–1977 | • 3. Platz 1976/77 • Pokalsieger 1976/77 |
| Ilie Oană            | 1977–1978 | • Juli 1977 bis Dezember 1978 • 2. Runde Europapokal der Pokalsieger 1977/78 • Pokalsieg 1977/78 |
| Valentin Stănescu    | 1979–1980 | • Januar 1979 bis Juni 1980 • 4. Platz 1978/79 • Achtelfinale UEFA-Pokal 1979/80 • Meister 1979/80 • Pokal-Halbfinalist Cupa României 1979/80                                                          |
| Ion Oblemenco        | 1980–1982 | • zuvor bereits Co-Trainer • Meister 1980/81 • Pokalsieger 1980/81 • Viertelfinale Europapokal der Landesmeister 1981/82 • Vizemeister 1981/82                                                         |
| Constantin Oțet      | 1982–1984 | • zuvor bereits Co-Trainer • Juli 1982 bis März 1984 • Halbfinale UEFA-Pokal 1982/83 • Vizemeister 1982/83 • Pokalsieger 1982/83                                                                       |
| Mircea Rădulescu     | 1984      | • März 1984 bis Dezember 1984 • 3. Platz 1983/84 • Achtelfinale UEFA-Pokal 1984/85 |
| Florin Halagian      | 1985      | • Januar 1985 bis Juni 1985 • Pokalfinalist 1984/85 |
| Mircea Rădulescu     | 1985–1986 | • Juli 1985 bis September 1986 • 3. Platz 1985/86 |
| Constantin Teașcă    | 1986      | • Oktober 1986 bis Dezember 1986 • 2. Runde UEFA-Pokal 1986/87 |
| Constantin Oțet      | 1987      | • Januar 1987 bis Dezember 1987 |
| Gheorghe Constantin  | 1988      | • Januar 1988 bis September 1988 |
| Sorin Cârțu          | 1988–1992 | • September 1988 bis August 1992 • 3. Platz 1989/90 • Pokal-Halbfinalist 1989/90 • 2. Runde UEFA-Pokal 1990/91 • Meister 1990/91 • Pokalsieger 1990/91 • 4. Platz 1991/92 • Pokal-Halbfinalist 1991/92 |
| Ion Oblemenco        | 1992–1993 | • September 1992 bis März 1993 |
| Marian Bondrea       | 1993–1994 | • März 1993 bis Juni 1994 • 3. Platz 1992/93 • Pokalsieger 1992/93 • 2. Runde Europapokal der Pokalsieger 1993/94 • Vizemeister 1993/94 • Pokalfinalist 1993/94                                        |
| Aurel Țicleanu       | 1994      | • Juli 1994 bis August 1994 |
| Victor Pițurcă       | 1994–1995 | • September 1994 bis Juni 1995 • Vizemeister 1994/95 • Pokal-Halbfinalist 1994/95 |
| Sorin Cârțu          | 1995–1996 | • Juli 1995 bis August 1996 • 4. Platz 1995/96 |
| Emerich Jenei        | 1996      | • September 1996 bis Dezember 1996 |
| Mircea Rădulescu     | 1997      | • Januar 1997 bis April 1997 |
| Silviu Lung          | 1997      | • Mai 1997 bis Juni 1997 • Pokal-Halbfinalist 1996/97 |
| Nicolae Zamfir       | 1997      | • Juli 1997 bis November 1997 |
| Constantin Oțet      | 1997      | • November 1997 bis Dezember 1997 |
| José Ramón Alexanko  | 1998      | • Januar 1998 bis Juni 1998 • Pokalfinalist 1997/98 |
| Ilie Balaci          | 1998      | • Juli 1998 bis September 1998 |
| Silviu Lung          | 1998      | • September 1998 bis Dezember 1998 |
| Marian Bondrea       | 1998–1999 | • Dezember 1998 bis August 1999 |
| Emil Săndoi          | 1999–2000 | • zuvor bereits Co-Trainer • August 1999 bis Juni 2000 • Pokalfinalist 1999/2000 |
| Florin Marin         | 2000      | • Juli 2000 bis Dezember 2000 |
| Ilie Balaci          | 2001      | • Januar 2001 bis April 2001 |
| Nicolae Ungureanu    | 2001      | • zuvor bereits zwischen 1999 und 2000 Co-Trainer unter Emil Săndoi • April 2001 bis Juni 2001 |
| Marian Bondrea       | 2001      | • Juli 2001 bis September 2001 |
| Florin Marin         | 2001–2002 | • September 2001 bis Juni 2002 |
| Emil Săndoi          | 2002      | • Juli 2002 bis Oktober 2002 |
| Dumitru Marcu        | 2002      | • Oktober 2002 |
| Sorin Cârțu          | 2002–2003 | • November 2002 bis September 2003 |
| Pavel Badea          | 2003      | • Oktober 2003 bis Dezember 2003 |
| Nicolò Napoli        | 2004      | • Januar 2004 bis März 2004 |
| Mircea Rednic        | 2004      | • März 2004 bis September 2004 • 4. Platz 2003/04 |
| Pavel Badea          | 2004–2005 | • Oktober 2004 bis April 2005 • Pokal-Halbfinalist 2004/05 |
| Marian Bondrea       | 2005      | • April 2005 bis Mai 2005 |
| Eugen Neagoe         | 2005      | • Mai 2005 bis Juni 2005 • Abstieg 2004/05 |
| Ovidiu Stîngă        | 2005–2006 | • Juli 2005 bis Oktober 2006 • Aufstieg 2006 |
| Ștefan Stoica        | 2006–2007 | • Oktober 2006 bis Juni 2007 |
| Florin Cioroianu     | 2007      | • April 2007 bis August 2007 |
| Daniel Mogoșanu      | 2007      | • August 2007 |
| Ovidiu Stîngă        | 2005–2006 | • August 2007 bis September 2007 |
| Daniel Mogoșanu      | 2007      | • September 2007 bis Oktober 2007 |
| Nicolò Napoli        | 2007–2009 | • Oktober 2007 bis Mai 2009 |
| Ionel Gane           | 2009      | • Mai bis Juni 2009 • zuvor als Co-Trainer von Nicolò Napoli aktiv |
| Daniel Mogoșanu      | 2009      | • Juni bis September 2009 |
| Eugen Neagoe         | 2009      | • September bis Dezember 2009 |
| Mark Wotte           | 2010      | • Januar bis Mai 2010 |
| Eugen Trică          | 2010      | • Mai 2010 |
| George Biță          | 2010      | • Mai 2010 |
| Laurențiu Reghecampf | 2010      | • Mai 2010 |
| Aurel Țicleanu       | 2010      | • Juni bis August 2010 |
| Eugen Neagoe         | 2010–2011 | • August 2010 bis Januar 2011 |
| Nicolò Napoli        | 2011      | • Januar 2011 bis April 2011 |
| Laurențiu Reghecampf | 2011      | • April bis Mai 2011 |
| Aurel Țicleanu       | 2011      | • Mai 2011 |
| George Biță          | 2011      | • Mai bis Juli 2011 |
| Dorel Stoica         | 2011      | • Juli 2011 |